# Lamprobyrrhulus hayashii
Lamprobyrrhulus hayashii – gatunek chrząszcza z rodziny otrupkowatych i podrodziny Byrrhinae.

## Taksonomia
Gatunek ten opisany został po raz pierwszy w 1967 roku przez Giorgia Fioriego na podstawie 6 okazów znalezionych w czerwcu 1948 roku w Meguro-ku na terenie Tokio. Epitet gatunkowy nadano na cześć N. Hayashiego, który dokonał ich odłowu. W 1983 roku przez Takehiko Nakane opisał gatunek Lamprobyrrhulus ainu na podstawie materiału z gorących źródeł Yumoto w miejscowości Niseko, jednak w 2003 Andreas Pütz zsynonimizował go z gatunkiem opisanym przez Fioriego.

## Wygląd

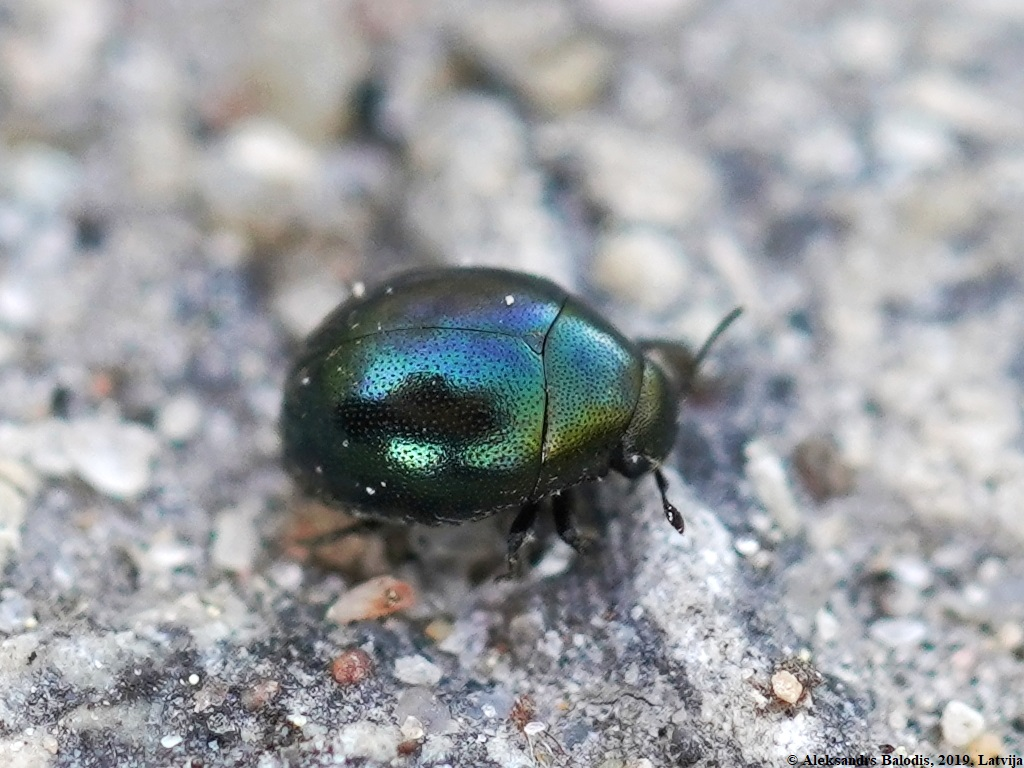
Imago pokrewnego L. nitidus

Chrząszcz o krótko-owalnym, bardzo mocno wysklepionym, porośniętym ciemnobrązowymi włoskami i pozbawionym maczugowatych szczecin  ciele długości od 2,77 do 3,23 mm. Ubarwienie wierzchu ciała jest spiżowe, czasem z zielonkawym połyskiem. Głowa pozbawiona jest szwu czołowo-nadustkowego oraz listewki na przednim brzegu. Przedplecze ma silnie falistą krawędź tylną, przy której leżą duże, niemal okrągłe punkty. Ogólnie punktowanie przedplecza jest u niego większe, gęściejsze i bardziej zaokrąglone niż u L. nitidus. Punkty na pokrywach są rozproszone, okrągławe do lekko wydłużonych, większe i głębsze na epipleurach. Zapiersie ma punktowanie duże i równomiernej wielkości, a stosunek jego szerokości do długości jest większy niż u L. nitidus. Odnóża są krótkie i spłaszczone, a przednia ich para ma na stronach wewnętrznych goleni rowki, w które chować mogą się stopy. Szerokości ud i goleni są prawie takie same. Odwłok ma na odsłoniętych częściach sternitów punkty gęste i większe niż u L. nitidus. Samica ma na dziewiątym segmencie odwłoka gonostyli o członie nasadowym węższym, a członie drugim krótszym niż u L. nitidus. Samiec ma edeagus długości od 1,08 do 1,16 mm oraz paramery silnie zwężające się i słabo na zewnętrznym brzegu faliste.

## Występowanie
Gatunek endemiczny dla Japonii, znany z Honsiu i Hokkaido.